# 交让木
交让木（学名：Daphniphyllum macropodum）为虎皮楠科虎皮楠属下的一个种。

## 扩展阅读
- 維基物種上的相關：交让木